# Warhammer 40,000: Chaos Gate
Warhammer 40,000: Chaos Gate (в переводе с англ. — «Вархаммер 40 000: Врата Хаоса») — компьютерная игра, пошаговая стратегия, разработанная студией Random Games на основе настольного варгейма Warhammer 40,000 студии Games Workshop. Издана в 1998 году компанией Strategic Simulations, Inc.

## Сюжет игры
Игроку предстоит командовать Ультрамаринами под руководством капитана Крюгера. Они противостоят армии Хаоса лорда Зимрана, командующего легионом космических десантников Хаоса Несущих Слово, а также их демоническим союзникам. Во вселенной Warhammer 40,000 Ультрамарины и Несущие Слово являются древнейшими врагами со времён сражений эпохи Ереси Хоруса.

## Геймплей
Каждый пехотинец Ультрамаринов может сделать определённое число действий, смотря сколько имеет очков действия. Это могут быть передвижения, стрельба из оружия или бросок гранаты. После этого наступает ход компьютерного противника. Игрок может использовать транспортные средства, механизмы и командовать персонажами, взятыми из кодекса Космического десанта.
В игре присутствуют RPG-элементы: космические десантники используются в каждой миссии и могут приобрести опыт и улучшить свою статистику. Воскресить погибших пехотинцев нельзя, что добавляет трудности игре.

## Саундтрек
Музыкальное оформление игры примечательно тем, что состоит не только из военных маршей, соответствующих жанру игры, но также из песен на латыни, таким образом подчеркивая духовное братство Космических десантников посредством монашеского пения.
Музыкальная тема ультрамаринов (Dominitis, Ultramarini) стала мемом в рунете из-за кажущегося сходства латинского текста с русскими словами «О, великий суп наварили». Эту шутку обыгрывал на своей обложке журнал «Мир фантастики».

## Оценки
| Сводный рейтинг       | Сводный рейтинг |
| Агрегатор             | Оценка          |
| --------------------- | --------------- |
| GameRankings          | 75,68 %         |
| Русскоязычные издания |                 |
| Издание               | Оценка          |
| «Игромания»           | 8,6/10          |